# Орзу
Орзу (тадж. Орзу) — посёлок городского типа в Хатлонской области Таджикистана, входит в район Руми. Расположен в 45 км от железнодорожной станции Курган-Тюбе.
Статус посёлка городского типа с 1966 года.

## Население
| 1979 | 1989 | 2013 | 2015 | 2019 | 2020 | 2021 | 2022 |
| ---- | ---- | ---- | ---- | ---- | ---- | ---- | ---- |
| 3261 | 3859 | 5300 | 6700 | 7300 | 7400 | 6900 | 7200 |